# Gottfried von Lusignan
Gottfried (I.) von Lusignan (* vor 1150; † Mai 1216), war Herr von Vouvant und Mervent sowie ein Graf von Jaffa aus dem Haus Lusignan. Aus dem Recht seiner Frau war er außerdem Herr von Moncontour. Er war vermutlich der zweite Sohn des Hugo VIII. von Lusignan und dessen Frau Bourgogne von Rancon, von der er Vouvent erbte.
Sein älterer Bruder war Hugo von Lusignan († 1169) und seine jüngeren Brüder waren Guido von Lusignan und Amalrich von Lusignan. Gottfried wurde in einer Urkunde seines gleichnamigen Sohnes aus der ersten Hälfte des 13. Jahrhunderts „lo Prodome“ genannt.

## Leben
Gottfried entstammte der aquitanischen Familie der Lusignan und war wie alle seine Familienmitglieder ein Feind des Hauses Plantagenet. Diese Feindschaft resultierte aus dem Anspruch der Lusignan auf die Grafschaft La Marche, die allerdings von der normannischen Familie Montgommery mit der Anerkennung der Plantagenets gehalten wurde. 1168 revoltierten die Lusignans gegen König Heinrich II. Plantagenet und töteten dessen Vertrauten Patrick of Salisbury. 1173 unterstützte Gottfried Herzog Richard Löwenherz bei der Revolte gegen den Vater. Als 1177 Graf Aldebert IV. die Grafschaft La Marche direkt an König Heinrich II. verkaufte, war es Gottfried, der als Familienoberhaupt erneut die Waffen erhob, um die Rechte der Lusignan zu erkämpfen. 1183 verbündete er sich aber mit dem jungen König Heinrich, Vizegraf Adémar V. von Limoges und seinem Cousin Gottfried II. von Rancon gegen Herzog Richard. Der Kampf endete allerdings mit dem unerwarteten Tod des jungen Königs im Juni 1183, woraufhin sich Gottfried Herzog Richard unterwerfen musste.
Gottfried wurde als Buße für sein rebellisches Verhalten zur Kreuznahme verpflichtet, worauf er sich in das heilige Land begab, wo er 1188 erstmals erscheint. Dort war sein Bruder Guido inzwischen zum König von Jerusalem aufgestiegen, ein schier unerhörter Karrieresprung den Gottfried laut der Chronik des Ernoul spöttisch mit den Worten „Als nächstes will er Gott werden!“ kommentiert haben soll. Als Gottfried aber in Palästina ankam, war das Kreuzfahrerkönigreich bereits von Sultan Saladin in der Schlacht von Hattin (1187) zerschlagen worden und König Guido befand sich in der Belagerung von Akkon, an der Gottfried auch gleich teilnahm und sich dabei am 4. Oktober 1189 als Verteidiger des Feldlagers gegen einen Angriff Saladins hervortat. Nach der Eroberung der Stadt wurde er am 28. Juli 1191 mit der Grafschaft Jaffa belehnt, die damals noch von Saladin besetzt war und erst bis 1192 im weiteren Verlauf des Dritten Kreuzzuges zurückerobert wurde, ironischerweise von Richard Löwenherz, der nun der wichtigste Verbündete der Lusignans im heiligen Land war. 1193 legte Gottfried seine Titel nieder und kehrte nach Moncontour zurück, seinen Besitz übernahm sein Bruder Amalrich.
In der Heimat zurückgekehrt, nahm Gottfried sofort seine Feindschaft zu den Plantagenets wieder auf und unterstützte im Kampf gegen König Johann Ohneland, der den Lusignans die reiche Braut Isabella von Angoulême geraubt hatte, den König Philipp II. von Frankreich. Dabei zog er 1202 zusammen mit dem Prinzen Arthur von Bretagne und seinem Neffen Hugo IX. von Lusignan gegen die Burg Mirebeau, auf der sich Herzogin Eleonore von Aquitanien verschanzt hatte. Am 31. Juli 1202 im Morgengrauen wurden die Belagerer von einem Entsatzangriff König Johanns, der seine Mutter retten wollte, überrascht. Nach einer Überlieferung soll Gottfried die Meldung vom Herannahen König Johanns nicht sonderlich ernst genommen haben, da er dessen Fähigkeiten als Ritter gering schätzte; er zog es vor, sein Frühstück zu verzehren. Zusammen mit seinem Neffen und dem Prinzen Arthur geriet Gottfried in die Gefangenschaft König Johanns. Zu Gottfrieds Glück wusste der König aus diesem Erfolg keinen Vorteil zu ziehen und ließ die Lusignans bald frei, in der Hoffnung, sie für sich zu gewinnen. Die nahmen aber den Kampf gegen ihn sofort wieder auf, besonders nachdem 1203 Prinz Arthur ermordet wurde.
In erster Ehe war er verheiratet mit Humberge, einer Tochter des Vizegrafen Adémar V. von Limoges. Sie hatten einen Sohn namens Hugo, der nur im Jahr 1200 einmal in einer Schenkung an die Abtei von L'Absie urkundlich erwähnt wird und wohl jung verstorben war. In derselben Urkunde wird Gottfrieds zweite Ehefrau Eustachie erstmals genannt, die möglicherweise die Erbin von Moncontour war, dessen Herr sich Gottfried seither nannte. Mit ihr hatte er drei Söhne:
- Gottfried II. von Lusignan († 1242/48), Herr von Vouvent und Mervent
- Amalrich († 1230/42), Herr von Soubise
- Wilhelm de Valence († nach 1230); ⚭ um 1226 Marguerite de Mauléon
  - Valence de Lusignan († nach 1262), Erbin von Voulvent, Mervent und Soubise; ⚭ Hugo II. von Parthenay